# Fédération mongole de rugby à XV
La Fédération mongole de rugby à XV (officiellement en anglais : Mongolian Rugby Football Union, en mongol : Монголын Рагбигийн Холбоо) est l'instance qui régit l'organisation du rugby à XV en Mongolie.

## Historique
La Mongolian Rugby Football Union est créée en 2003,, à l'initiative du judoka Tsedendamba Tserenpuntsag (es).
Membre de l'Asian Rugby Football Union, organisme continental du rugby,, elle devient membre associé de l'International Rugby Board, l'organisme international,,, dès novembre 2004.
Encadrant la pratique du rugby à XV en Mongolie, la fédération voit l'équipe nationale masculine de Mongolie faire ses débuts internationaux en 2009. Elle instaure en 2012 la première édition du championnat national de rugby à XV, tandis que son équivalent féminin est créé en 2018. Elle met également en place un championnat des forces armées de rugby à sept en 2020, dans le cadre d'un accord signé avec le ministère de la Défense (en) quatre ans plus tôt.
Elle devient entre-temps membre du Comité national olympique de Mongolie.
En novembre 2021, la fédération acquiert le statut de membre à part entière de World Rugby,.

## Identité visuelle
La fédération adopte un nouveau logo en 2015.

Évolution du logo
Ancien logo abandonné en 2015.
Logo instauré en 2015.

## Présidents
Parmi les personnes se succédant au poste de président de la fédération, on retrouve :
- 2017-mars 2021 : Chuluun Munkhbat[10]
- élu en mars 2021 : Batbayar Purevjargal[1]